# Jeroen Willems

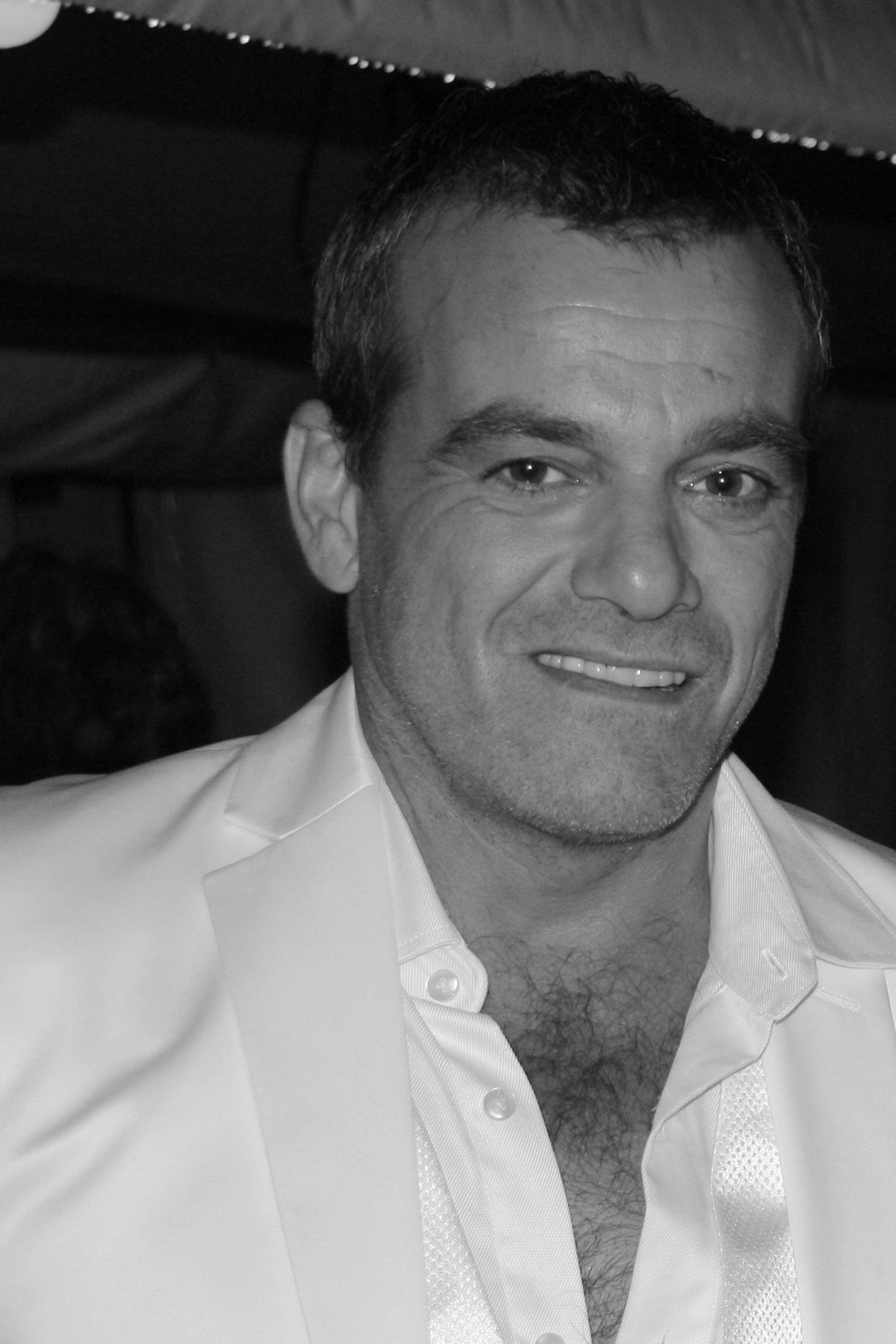
Jeroen Willems (2012)

Jeroen Willems (* 15. November 1962 in Maastricht; † 3. Dezember 2012 in Amsterdam) war ein niederländischer Schauspieler und Sänger.

## Leben
Jeroen Willems erhielt seine schauspielerische Ausbildung an der Theaterakademie in Maastricht und begann seine Bühnenlaufbahn 1985 bei der Theatergroep Hollandia unter Leitung von Johan Simons, wo er in Franz Xaver Kroetz’ Bauern sterben debütierte. Ab 1997 hatte Willems international großen Erfolg mit dem in mehreren Sprachen aufgeführten Solostück Zwei Stimmen, in dem er vier unterschiedliche Charaktere darstellte. Seit 2004 war Willems freischaffend tätig und gastierte häufig an deutschsprachigen Bühnen. Er spielte bei den Wiener Festwochen und den Salzburger Festspielen oder an den Münchner Kammerspielen, wo er u. a. als bayerischer König Ludwig II. in Ludwig II. nach der Vorlage des gleichnamigen Films von Luchino Visconti zu sehen war.
Jeroen Willems arbeitete daneben auch umfangreich vor der Kamera und war ab 1991 in zahlreichen Filmen und Serien zu sehen. 2004 hatte er eine Nebenrolle in Ocean’s 12 unter der Regie von Steven Soderbergh. In Deutschland konnte man ihn u. a. in den Serien Die Patin – Kein Weg zurück, Die Patriarchin und in zwei Tatort-Folgen sehen.
Neben der Schauspielerei machte sich Jeroen Willems auch als Interpret von Liedern des belgischen Chansonniers Jacques Brel einen Namen. 2004 erhielt er für die Theaterproduktion Brel, de zoete Oorlog den niederländischen Theaterpreis Louis d'Or und ging mit Brel 2 ab 2006 auf eine internationale Tournee.
Am 3. Dezember 2012 brach Jeroen Willems während der Proben zu einer Galaveranstaltung anlässlich des 125-jährigen Bestehens des Amsterdamer Theaters Carré auf der Bühne zusammen und starb noch auf dem Weg ins Krankenhaus.

## Filmografie (Auswahl)
- 1991: Späte Einsichten (Bij nader inzien)
- 1993: Coverstory – De mafia als huisbaas
- 1996: Zwarte sneeuw
- 2000: De geheime dienst (11 Folgen)
- 2001: Nynke
- 2003: Soul Assassin – Spur in den Tod
- 2004: Simon im Widerstand
- 2004: Ocean’s 12 (Ocean’s Twelve)
- 2005: Die Patriarchin
- 2005: Im Labyrinth des Lebens
- 2006: Der letzte Zeuge – Tod eines Tänzers
- 2007: Stellenbosch (7 Folgen)
- 2008: Tatort: Hart an der Grenze
- 2008: Verführerisches Spiel (Zomerhitte)
- 2008: Der Brief für den König
- 2008: Die Patin – Kein Weg zurück
- 2009: Hilde
- 2009: Schwerkraft
- 2009: Feine Freundinnen (3 Folgen)
- 2009: Love Life – Liebe trifft Leben
- 2009: Tatort: Vermisst
- 2010: Countdown – Die Jagd beginnt – Die Zeugin
- 2010: De Troon (6 Folgen)
- 2010: Majesteit
- 2010: Songs of Love and Hate
- 2011: Nacht ohne Morgen
- 2012: Cop vs. Killer
- 2013: Oben ist es still (Boven is het stil)
- 2013: Zusjes (7 Folgen)

## Auszeichnungen
- 1994: Mary Dresselhuys Prijs
- 2004: Louis d'Or
- 2010: Goldenes Kalb (für die Nebenrolle des Claus in dem Film Majesteit)
- 2012: Goldenes Kalb (für die Darstellung des Mirko in dem Film Cop vs. Killer)

Weiterhin erhielt Willems mehrere Nominierungen für das Goldene Kalb.